# One Day in Your Life (canção de Anastacia)
"One Day in Your Life" é uma canção pop da cantora e compositora americana Anastacia para o seu segundo álbum Freak of Nature. Foi escrita pela cantora, Louis Biancaniello e por Sam Watters, e produzido pelos dois últimos. Foi o único single lançado nos Estados Unidos do segundo álbum da cantora.

## Videoclipe
Foi o primeiro vídeo musical da cantora dirigido por, foi gravado a 16 e 17 de Janeiro de 2002 em Los Angeles e Santa Mónica, Califórnia nos Estados Unidos.
No início, a cantora acorda e toma o pequeno-almoço. Durante o mesmo, ela canta a introdução da canção. Depois de uma introdução lenta, começa a dança e a mudança de quarto para quarto onde se vê a vida de várias pessoas, que vai acabar numa sala de diversão. Depois passa para um cenário num jardim, onde várias pessoas jogam voleibol e outras estão a nadar na piscina. Depois de um senhor de idade expulsar a divertida gente com a água deita por uma mangueira, vemos uma cena de uma praia, um castelo na areia. Para finalizar, o vídeo alterna entre a cantora a cantar numa rampa de desportos radicais e uma praia de jogos.

## Faixas e formatos
- Australiano maxi single (Inclui autocolantes)

1. "One Day in Your Life" [Versão do Álbum] 3:29
2. "One Day in Your Life" [M*A*S*H Radio Mix #2] 3:56
3. "One Day in Your Life" [Almighty Mix] 7:44
4. "One Day in Your Life" [M*A*S*H Classic Mix] 8:48
5. "One Day in Your Life" [Vídeo]

- Europeu maxi single

1. "One Day in Your Life" [Versão do Álbum] 3:29
2. "One Day in Your Life" [M*A*S*H Classic Mix] 8:48
3. "One Day in Your Life" [M*A*S*H Dub Mix] 7:14
4. "One Day in Your Life" [Almighty Mix] 7:44
5. "One Day in Your Life" [Almighty Dub] 5:58

- Europeu promocional single

1. "One Day in Your Life" [Versão do Álbum] 3:29

- Japonês CD single

1. "One Day in Your Life" [Versão do Álbum] 3:29
2. "Bad Girls" (with Jamiroquai) [Ao vivo 2002]
3. "One Day in Your Life" [M*A*S*H Radio Mix] 3:56
4. "One Day in Your Life" [Almighty Dub] 5:58
5. "One Day in Your Life" [Vídeo]

- Países Baixos promocional single

1. "One Day in Your Life" [Versão do Álbum] 3:29
2. "One Day in Your Life" [M*A*S*H Classic Mix] 8:48

- Espanhol promocional single

1. "One Day in Your Life" [Versão do Álbum] 3:29
2. "One Day in Your Life" [M*A*S*H Radio Mix] 3:56

- Reino Unido CD single

1. "One Day in Your Life" [Versão do Álbum] 3:29
2. "One Day in Your Life" [M*A*S*H Classic Mix] 8:48
3. "One Day in Your Life" [Almighty Mix] 7:44
4. "One Day in Your Life" [Vídeo]

- UK 12" promo single (Almighty Mixes)

1. "One Day in Your Life" [Almighty Mix] 7:44
2. "One Day in Your Life" [Almighty Dub] 5:58

- UK 12" promo single (M*A*S*H Mixes)

A-side
1. "One Day in Your Life" [M*A*S*H Classic Mix] 8:48

B-side
1. "One Day in Your Life" [M*A*S*H Dub Mix] 7:14

- Americana promocional caixa single (incluí fotografias oficiais)

1. "One Day in Your Life" [Versão Europeia]
2. "One Day in Your Life" [Versão Americana]

- Americano double 12" promocional maxi single

Disco 1; Lado 1
1. "One Day in Your Life" [Eric Kupper Club Mix] 7:47
2. "One Day in Your Life" [Eric Kupper Dub Mix] 6:39

Disco 1; Lado 2
1. "One Day in Your Life" [Almighty Mix] 7:44
2. "One Day in Your Life" [Almighty Dub] 5:58

Disco 1; Lado 1
1. "One Day in Your Life" [Hex Hector/Mac Quayle Club Mix] 10:32
2. "One Day in Your Life" [Hex Hector/Mac Quayle Dub Mix] 5:20

Disco 2; Lado 2
1. "One Day in Your Life" [M*A*S*H Classic Mix] 8:48
2. "One Day in Your Life" [M*A*S*H Dub Mix] 7:14

## Desempenho

### Posições
| Tabelas musicais (2002)        | Melhor posição |
| ------------------------------ | -------------- |
| Australian Singles Chart       | 6              |
| Austrian Singles Chart         | 9              |
| Dutch Singles Chart            | 8              |
| Finnish Singles Chart          | 14             |
| French Singles Chart           | 27             |
| German Singles Chart           | 9              |
| Latvian Airplay Top50          | 17             |
| New Zealand Singles Chart      | 15             |
| Norwegian Singles Chart        | 11             |
| Swedish Singles Chart          | 16             |
| Swiss Singles Chart            | 5              |
| UK Singles Chart               | 11             |
| U.S. Hot Dance Music/Club Play | 1              |
| U.S. Top 40 Mainstream         | 30             |
| U.S. Top 40 Tracks             | 40             |